# Broadcast (Band)
Broadcast ist eine britische Elektronikband aus Birmingham, England, die bei dem hauptsächlich mit elektronischer Musik arbeitenden Label Warp Records unter Vertrag steht. Broadcast bestand ursprünglich aus dem Kerntrio Trish Keenan (Gesang), James Cargill (Bass) und Tim Felton (Gitarre). An den Drums saßen unter anderem Phil Jenkins, Neil Bullock und Stephen Perkins.
Am 14. Januar 2011 erlag die Sängerin Trish Keenan einer Lungenentzündung. Im Jahr 2013 erschien der Soundtrack zu Peter Stricklands Film Berberian Sound Studio. Nach dem Tod Keenans führte James Cargill das Projekt alleine weiter.

## Stil
Der Stil der Band kann als eine Mischung aus retro-futuristischen elektronischen Klängen und den charakteristischen Vocals der Sängerin Trish Keenan angesehen werden. Letztere sind stark vom Gesangsstil der 1960er Jahre geprägt. Einfluss übte außerdem die in den Sechzigern bekannte amerikanische Psychedelic-Band The United States of America aus, welche oftmals dieselben elektronischen Effekte einsetzte. Daneben erinnert die Musik von Broadcast teilweise an die von Stereolab, mit denen sie oft verglichen werden. Ihr im Oktober 2009 veröffentlichtes Mini-Album Broadcast and The Focus Group Investigate Witch Cults of the Radio Age entstand in Zusammenarbeit mit The Focus Group (Julian House) und fiel vergleichsweise psychedelisch und experimentell aus.

## Diskografie

### Alben
- The Noise Made by People (2000)
- Haha Sound (2003)
- Tender Buttons (2005)
- Broadcast & The Focus Group Investigate Witch Cults of the Radio Age (2009)
- Berberian Sound Studio (2013)

### Kompilationen
- Work and Non Work (1997)
- The Future Crayon (2006)

### EPs
- The Book Lovers (1996)
- Extended Play (2000)
- Extended Play Two (2000)
- Pendulum (2003)
- Microtronics, Volume 01 (2003)
- Microtronics, Volume 02 (2005)
- Mother Is the Milky Way (2009)

### Singles
- Accidentals (1997)
- Living Room (1997)
- Echo’s Answer (1999)
- Drums on Fire (1999)
- Come On Let’s Go (2000)
- America’s Boy (2005)